# Kristy Pond
Kristy Pond (nascida em 25 de julho de 1996) é uma atleta paralímpica australiana com paralisia cerebral. Representou a Austrália nos Jogos Paralímpicos de Verão de 2012 em Londres, na Inglaterra, onde disputou as provas de 100 e 200 metros. Disputou, em 2010, o campeonato nacional, onde estabeleceu o recorde australiano na corrida em cadeira de rodas — de 400 m, de 800 m e de 1500 m — e de lançamento de dardo, ao terminar em primeiro lugar nas provas de 100 m, de 400 m, de 800 m, de 1500 m, de arremesso de peso e de lançamento de dardo.

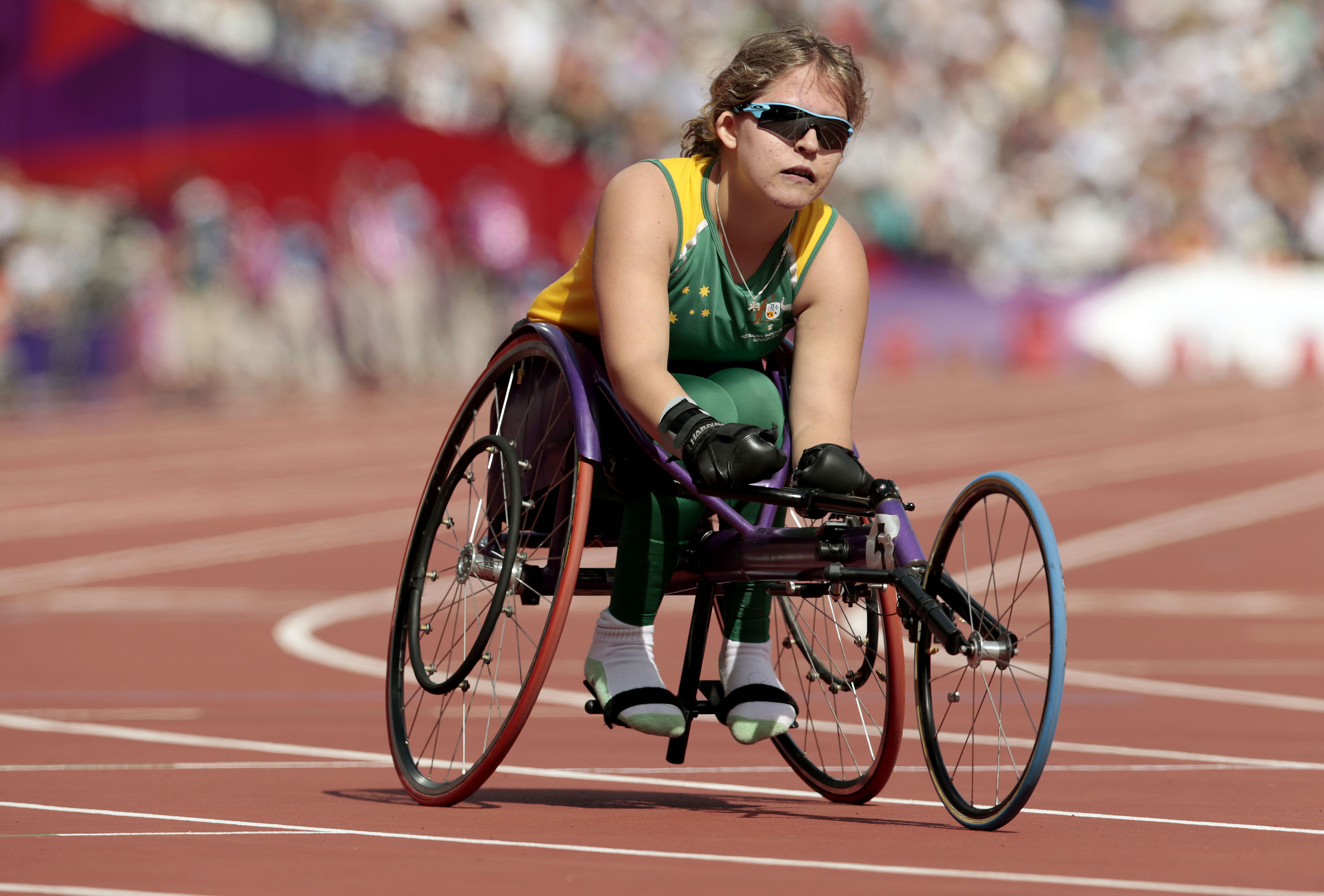
Pond disputando a Paralimpíada de Londres, em 2012